# Эскадренные миноносцы типа «Хацухару»
Эскадренные миноносцы типа «Хацухару» (яп. 初春型駆逐艦 Хацухаругата кутикукан) — тип эсминцев Императорского флота Японии 1930-х годов.
Были спроектированы под руководством Кикуо Фудзимото как аналоги «стандартных» эсминцев, укладывающиеся в ограничения Лондонского договора 1930 года. По судостроительной программе 1931 года было заказано 12 единиц, шесть из которых, выделенные в тип «Хацухару», строились двумя государственными и двумя частными верфями. Корабли считались во многом неудачными, и сразу же после вступления в строй (последние два — ещё при постройке) прошли модернизацию, направленную на улучшение прочности корпусов и остойчивости. Все шесть эсминцев приняли активное участие в Тихоокеанской войне и погибли в полном составе в ходе боевых действий.

## Разработка проекта
Вскоре после провала Женевской морской конференции 15 октября 1927 года японский Морской Генеральный Штаб организовал отдельный комитет по изучению ограничений на вооружение. 6 августа следующего года после 52 заседаний и семи пленарных сессий этой структурой был подготовлен доклад, представленный 24—25 сентября морскому министру Кэйсукэ Окаде. Помимо обширного круга вопросов по военному строительству ЯИФ до 1936 года, в этом документе рассматривались и требования к перспективным эскадренным миноносцам:
- Усиление ударного вооружения, не только за счёт роста числа орудий и торпедных труб, но и улучшения их боекомплекта, скорострельности и системы управления огнём;
- Превосходство в скорости над иностранными кораблями не только на гладкой воде, но и в штормовом море с реальной боевой нагрузкой, причём не в ущерб прочности корпусов;
- Улучшенные параметры обитаемости и полная защита от применения химического оружия;
- Улучшения живучести за счёт более совершенного разделения корпуса на водонепроницаемые отсеки, большей его прочности, мер по тушению пожаров и предотвращению взрывов боезапаса[4].

В докладе предлагалось построить 96 эсминцев (64 больших и 32 средних), с следующими характеристиками:
- Первого класса (большие), с стандартным водоизмещением 1400 тонн, скоростью 36 узлов и дальностью плавания 4000 морских миль 14-узловым ходом. Вооружение их должно было включать как минимум четыре универсальных 127-мм орудия и шесть 610-мм торпедных труб;
- Второго класса (средние), с стандартным водоизмещением около 1000 тонн, скоростью 34 узла и дальностью плавания 3500 морских миль 14-узловым ходом. Вооружение их должно было включать как минимум три универсальных 127-мм орудия и четыре 610-мм торпедные трубы[5].

Вслед за этим МГШ в рамках подготовки новой судостроительной программы запросил средства на постройку 48 новых эсминцев (16 первого и 32 второго классов) для замены 50 старых, планируемых к списанию до 1936 года. Борьба за эти финансы шла около двух лет, существенное влияние на неё оказал Первый Лондонский договор, сделавший невозможным продолжение строительства серии 1700-тонных кораблей типа «Фубуки». Утверждённая по итогам 59-й сессии японского парламента 28 марта 1931 года Первая программа пополнения флота включала в итоге 12 1400-тонных эсминцев проекта F-45, спроектированных под руководством Кикуо Фудзимото.

## Конструкция

### Корпус и компоновка
Конструкция корпусов кораблей была сходной с использовавшейся на более ранних эсминцах типа «Фубуки». Они имели такой же длинный полубак, сходные формы форштевня и обводы, нужные для высокой скорости хода и мореходности. В то же время ради экономии веса Фудзимото пошёл на увеличение числа силовых элементов конструкции при одновременном их ослаблении, уменьшение доли клёпки в пользу сварки, сокращение числа листов обшивки двойной толщины, фланцев и уголков. В результате корпус «Хацухару» весил 518,52 тонны, на 66,5 тонн меньше, чем у предшественника.
На полубаке кораблей размещались две 127-мм установки (спаренная и одиночная) по линейно-возвышенной схеме, впервые применённой на японских эсминцах. За ними шла массивная надстройка, три яруса которой венчались фок-мачтой. В них размещалось навигационное оборудование и четыре поста управления огнём, с противоосколочной защитой из 10-мм листов стали типа D.
В центральной части корпуса находились две наклонные дымовые трубы, на задней площадке — зенитные автоматы. Между трубами на возвышенной платформе размещался первый торпедный аппарат, между второй трубой и кормовой надстройкой с грот-мачтой — ещё два, все с системами быстрой перезарядки. На корме были установлены вторая спаренная 127-мм установка и противолодочное вооружение.
Фактическое стандартное водоизмещение на первых двух кораблях уже достигало 1530 тонн против 1400 по проекту. Метацентрическая высота при нормальном водоизмещении в 1802 тонны составила всего 0,588 м. На испытаниях оба эсминца продемонстрировали малый период и большой размах качки, особенно во время поворотов. 9 августа 1933 года «Хацухару» в ходе торпедных стрельб на полном ходу получил крен в 38°, в результате чего среди экипажа возникла паника. Это привело к временной установке булей шириной 30 см и последующим модернизациям. На строившихся последними «Ариакэ» и «Югурэ» метацентрическая высота возросла до 0,912 м при нормальном водоизмещении в 1832 тонны.
На «Ариакэ» и «Югурэ» также в опытном порядке установили два руля вместо одного. Однако после неудачных ходовых испытаний вернулись к прежней схеме, как позволяющей развивать скорость на 1 узел больше.

### Вооружение
Артиллерийское вооружение эсминцев типа «Хацухару» было представлено двумя спаренными и одной одноствольной 127-мм установками. 127-мм/50 Тип 3 было разработано в начале 20-х годов, оно имело ствол длиной 50 калибров и раздельное заряжание. Одноствольная установка типа A размещалась на полубаке. Находившие в оконечностях спаренные типа B были аналогичны таковым на второй и третьей серии типа «Фубуки», также имея максимальный угол возвышения в 75° и облегчённую обшивку. Номинально будучи универсальными, они не очень подходили для зенитного огня из-за малой скорострельности и скорости наводки. На строившихся последними «Ариакэ» и «Югурэ» были установлены спаренные установки типа C с уменьшенным до 55° углом возвышения, а одиночная типа A изначально находилась в корме. Система управления огнём на всех эсминцах включала в себя визир центральной наводки и 3-метровый дальномер на носовой надстройке.
Малокалиберное зенитное вооружение было представлено двумя одиночными 40-мм автоматами типа «Би» («Виккерс» Mk VIII) на площадках между дымовыми трубами. Данные установки импортировались из Великобритании с 1926/1927 годов, позже производились в Японии по лицензии.
Торпедное вооружение состояло из трёх строенных поворотных 610-мм торпедных аппаратов тип 90 модель 2. При массе в 14,14 тонны, длине 8,87 м и ширине 4,465 м они имели гидравлическое наведение, полный разворот занимал 25 секунд. Для защиты расчётов имелись щиты, изготавливавшиеся первоначально из дюралюминия, а позже из хромоникелевой стали толщиной 3 мм. Торпедные аппараты располагались на верхней палубе, первый — между дымовыми трубами, два других — перед кормовой надстройкой. Система их быстрой перезарядки была уменьшенным и облегчённым аналогом применявшейся на крейсерах типа «Такао»: она включала в себя лебёдку, стальные тросы (вместо зубчатой цепи) и электрогидравлические механизмы заряжания.
Используемая парогазовая торпеда тип 90 (боекомплект — 18 единиц) была принята на вооружение ЯИФ в 1932 году. При стартовой массе в 2,540 тонны она оснащалась двухцилиндровым поршневым двигателем и могла пройти 15 000 м на 35 узлах, 10 000 на 42 и 7000 на 46. Боевая часть — 400 кг тринитроанизола. Для их наведения на эсминцах использовались визир тип 90, прибор управления торпедной стрельбой тип 92 и 2-метровый дальномер.

### Силовая установка

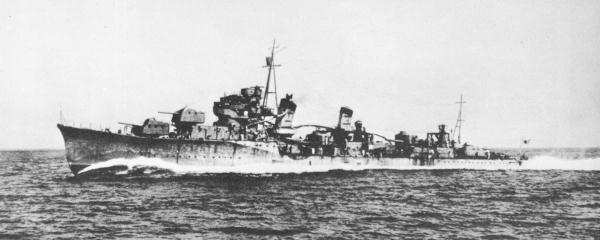
«Нэнохи» на ходовых испытаниях в Токийском заливе 23 августа 1933 года.

На эсминцах устанавливались 2 турбозубчатых агрегата мощностью по 21 000 л. с. (15,45 МВт), приводившие в движение 2 трёхлопастных гребных винта. Суммарная мощность в 42 тысячи лошадиных сил (против 50 700 на «Фубуки») по проекту должна была обеспечивать максимальную скорость хода в 35 узлов. Как турбозубчатые агрегаты (106 тонн против 144), так и силовая установка в целом (564,2 против 791,4) на «Хацухару» были значительно компактнее агрегатов и установки «Фубуки» и превосходили их по энерговооружённости.
Каждый агрегат включал в себя по одной турбине низкого и высокого давления. С помощью двух шестерней редуктора они вращали вал 3,05-м гребного винта с максимальной частотой оборотов в 400 об/мин. Для экономичного хода имелась отдельная крейсерская турбина, соединённая с ТВД. Оба ТЗА размещались рядом друг с другом и в отличие от типа «Фубуки» не разделялись продольной переборкой — от неё отказались, так как она способствовала опрокидыванию при подводных пробоинах с одного борта. По проекту дальность плавания с 460 тоннами мазута должна была достигать 4000 морских миль 18-узловым ходом, фактически на испытаниях она составила (с 454 тоннами топлива) 4150 на скорости 14 узлов.
Па́ром турбозубчатые агрегаты питали три (против четырёх на «Фубуки») водотрубных котла типа «Кампон Ро Го» с нефтяным отоплением, располагавшиеся в трёх котельных отделениях. Они вырабатывали перегретый пар (300 °C) с давлением 20,4 кгс/см², позже параллельно с увеличением диаметра паропроводов его довели до 22,45 кгс/см². Для отвода продуктов сгорания использовались две дымовые трубы: передняя от первого и второго котельных отделений и задняя от третьего.
Для питания корабельной электросети использовались один бензиновый генератор на 100 кВт и два дизельных на 40 кВт, суммарной мощностью 180 кВт (против 106 кВт на «Фубуки»), расположенных за машинным отделением.
На ходовых испытаниях в 1933 году «Нэнохи» развил скорость в 37,64 узла при мощности машин 47 500 л. с. и водоизмещении 1677 тонн. После реконструкции были достигнуты только 33,27 узла при возросшем до 2070 тонн водоизмещении и мощности, снизившейся до 42 163 л. с. по неясным причинам.

### Экипаж и условия обитаемости
По проекту экипаж эсминцев состоял из 212 человек: 12 офицеров и 200 унтер-офицеров и матросов. Жилые помещения находились на средней палубе в оконечностях и в полубаке. В офицерских каютах на одного человека приходилось 10,019 м² площади и 17,327 м³ объёма, в кубриках команды—1,889 м² и 3,049 м³ соответственно. В обоих случаях помещения были более просторны, чем на более раннем типе «Фубуки».

## Строительство
Заказы на первые три эсминца проекта F-45 («Хацухару», «Нэнохи», «Вакаба») были выданы осенью 1930 года (1931-й финансовый год). Два из них строились арсеналом флота в Сасэбо, один — частной верфью в Ураге. Ещё три корабля («Хацусимо», «Ариакэ», «Югурэ») заказали в декабре 1931 года (1932-й финансовый год). Заказы на них исполняли арсенал флота в Майдзуру и частные верфи в Кобэ и Ураге. После решения 15 декабря 1933 года об установке булей выделились два типа из уже спущенных на воду кораблей (первые четыре) и находившихся на стапеле (следующие два, «Ариакэ» и «Югурэ»). Наконец, 19 ноября 1934 года по итогам модификаций корпусов после инцидента с «Томодзуру» в новый тип «Сирацую» выделили шесть последующих эсминцев, «Ариакэ» и «Югурэ» стали подтипом типа «Хацухару».
| Название                             | Место постройки                     | Заложен              | Спущен на воду        | Введён в эксплуатацию | Судьба |
| ------------------------------------ | ----------------------------------- | -------------------- | --------------------- | --------------------- | --- |
| Подтип «Хацухару»                    |                                     |                      |                       |                       | |
| Хацухару (яп. 初春 «Начало весны»)   | Арсенал флота, Сасэбо               | 14 мая 1931 года     | 27 февраля 1932 года  | 30 сентября 1933 года | Потоплен американской авиацией в Манильском заливе 13 ноября 1944 года.                                                |
| Нэнохи (яп. 子日 «Первый день года») | «Урага Докку Кабусики Кайся», Урага | 15 декабря 1931 года | 22 декабря 1932 года  | 30 сентября 1933 года | Потоплен американской подводной лодкой «Тритон» 5 июля 1942 года в районе острова Агатту                               |
| Вакаба (яп. 若葉 «Молодая листва»)   | Арсенал флота, Сасэбо               | 12 декабря 1931 года | 18 марта 1934 года    | 31 октября 1934 года  | Потоплен американской авиацией во время сражения в заливе Лейте 24 октября 1944 года.                                  |
| Хацусимо (яп. 初霜 «Первый иней»)    | «Урага Докку Кабусики Кайся», Урага | 31 января 1933 года  | 4 ноября 1933 года    | 27 сентября 1934 года | Затонул после подрыва на мине у Майдзуру 30 июля 1945 года, после войны поднят и разобран на металл.                   |
| Подтип «Ариакэ»                      |                                     |                      |                       |                       | |
| Ариакэ (яп. 有明 «Рассвет»)          | Верфь «Кавасаки», Кобэ              | 14 января 1933 года  | 23 сентября 1934 года | 25 марта 1935 года    | 27 июля 1943 года выскочил на риф у побережья Новой Британии, на следующий день добит американскими бомбардировщиками. |
| Югурэ (яп. 夕暮 «Вечерние сумерки»)  | Арсенал флота, Майдзуру             | 9 апреля 1933 года   | 6 мая 1934 года       | 30 марта 1935 года    | Потоплен американской авиацией 20 июля 1943 года у Коломбангары.                                                       |

## История службы

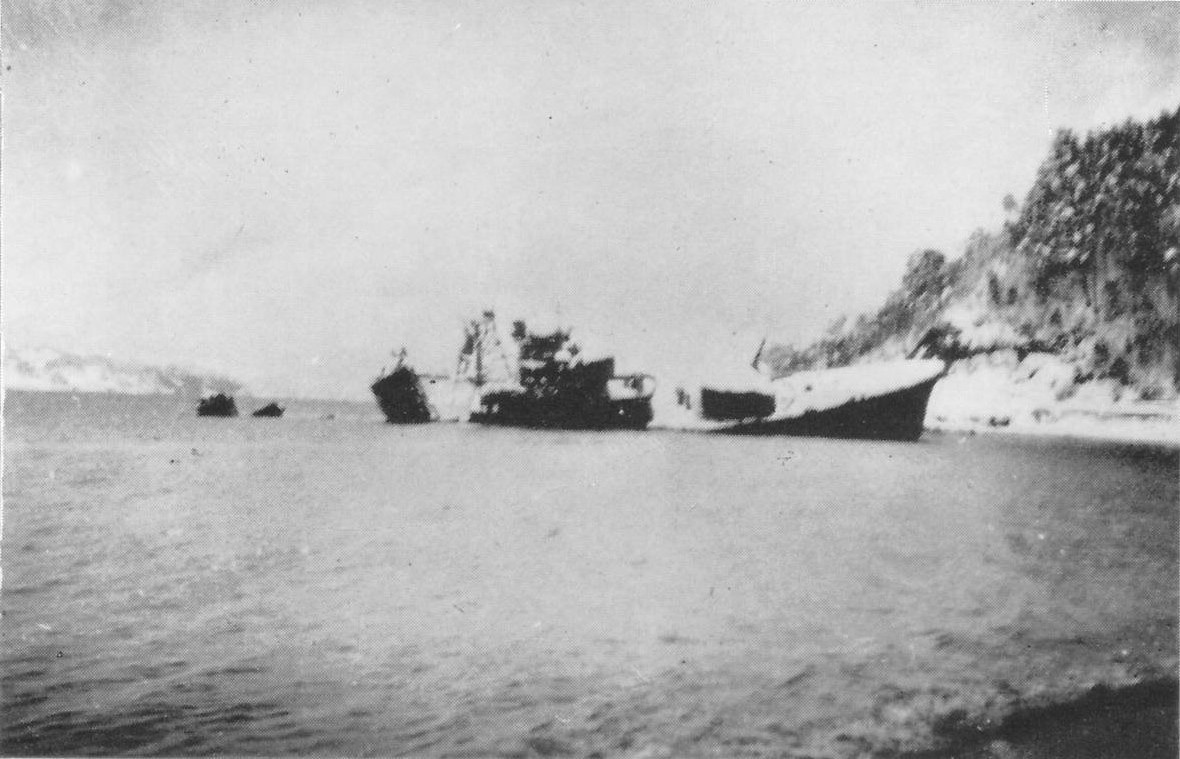
Корпус потопленного «Хацусимо» в 1947 году.

К моменту вступления Японии во Вторую Мировую войну корабли этого типа входили в состав 21-го («Вакаба», «Хацухару», «Нэнохи», «Хацусимо») и 27-го («Ариакэ», «Югурэ») дивизионов 1-й эскадры эсминцев во главе с контр-адмиралом Сэнтаро Омари.
21-й дивизион в начале 1942 года принимал участие в захвате Филиппин. В мае соединение было направлено на Алеутские острова, где в июле «Нэнохи» потопила американская подводная лодка «Тритон».
27-й дивизион в феврале-марте 1942 года участвовал во вторжении на Яву. В мае они входили в состав эскорта 5-й дивизии авианосцев под командованием адмирала Тюити Хара, в июле их перебросили к Мидуэю.
После поражения под Мидуэем и реорганизации флота в июле 1942 года «Ариакэ» и «Вакаба» были переданы 2-му флоту во главе с адмиралом Кондо, а три другие единицы остались на Алеутских островах. Вторую половину 1942 года 27-й дивизион провёл, участвуя в операциях по поддержке гарнизона Гуадалканала в составе 2-й эскадры эсминцев.
В июле 1943 года с разницей в неделю погибли находившиеся у Соломоновых островов «Ариакэ» и «Югурэ» — первый вылетел на риф у побережья Новой Британии и был позже потоплен американской авиацией, как и второй ранее.
«Вакаба» и «Хацусимо» в марте 1943 года участвовали в сражении у Командорских островов, во время которого выпустили 12 торпед по повреждённому тяжёлому крейсеру «Солт Лэйк Сити», но не смогли его уничтожить. После эвакуации японских войск с Алеутских островов в июле все уцелевшие корабли этого типа были переведены на Филиппины. Они приняли участие в обороне Марианских островов и Филиппин.
«Вакаба» погиб во время сражения в заливе Лейте 24 октября 1944 года под атаками американской палубной авиации.
«Хацухару» также был потоплен авиацией 13 ноября 1944 года во время прорыва японского флота из Манильской бухты.
«Хацусимо» 6—7 апреля 1945 года участвовал в Операции Тэн-Го, погиб 30 июля в результате подрыва на мине у Майдзуру.

## Модернизации

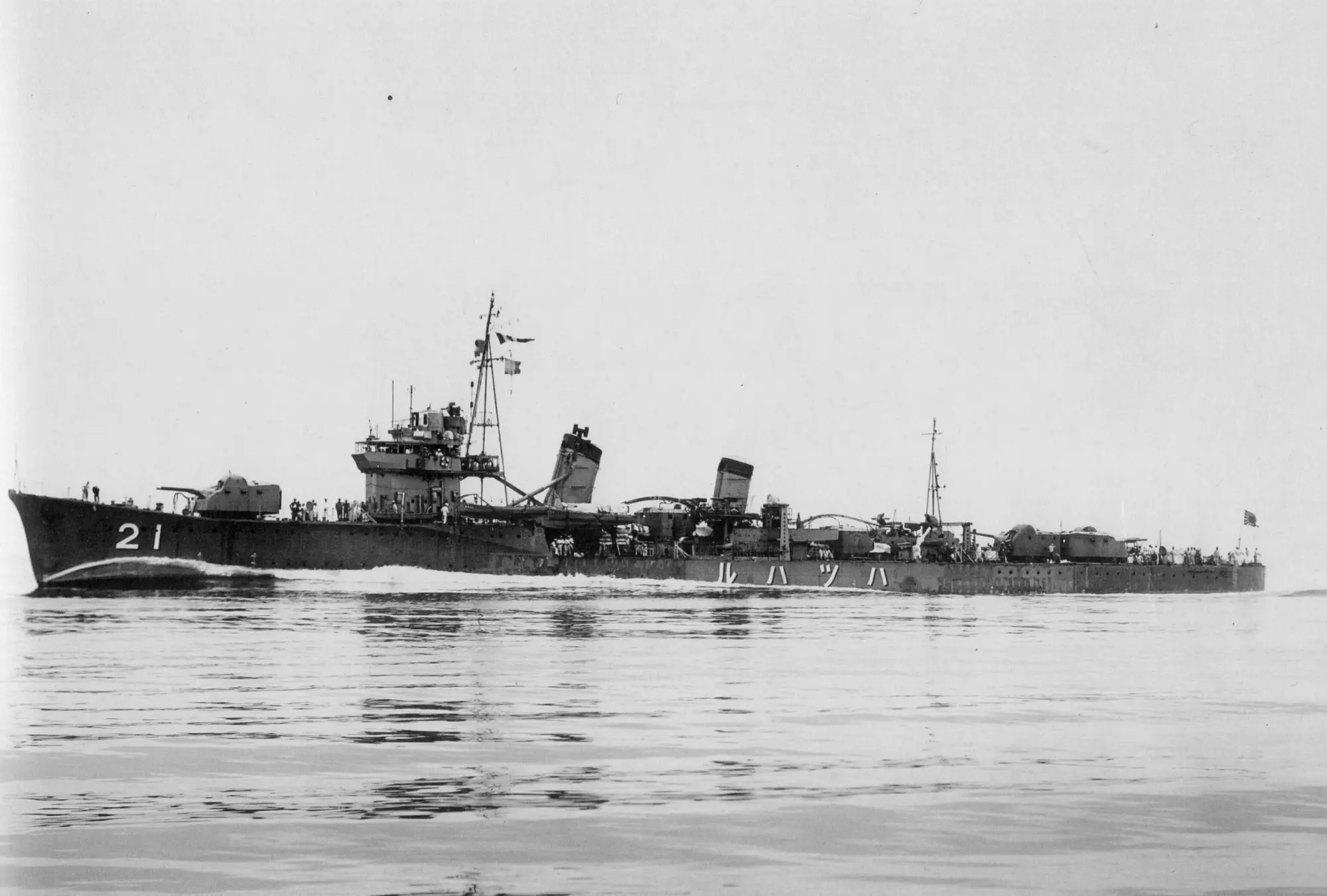
«Хацухару» в сентябре 1934 года.

После инцидента с «Томодзуру» на всех эсминцах были предприняты меры по улучшению их остойчивости. «Хацухару» и «Нэнохи» были модернизированы арсеналом флота в Курэ к началу июля 1934 года, «Хацусимо» и «Вакаба» — в ходе достройки на плаву к сентябрю и октябрю того же года соответственно. Эти работы включали в себя:
- Демонтаж торпедного аппарата № 3 (и связанных с ним пеналов для запасных торпед), кормовой надстройки, платформы дальномера;
- Перенос одиночного 127-мм орудия с полубака на место бывшей надстройки, между грот-мачтой и кормовой спаренной установкой;
- Перемещение компасного мостика на ярус ниже (с третьего на второй), максимальное облегчение носовой надстройки за счёт снятия защитных листов и замены колпака ВЦН на изготовленный из лёгких сплавов;
- Укорачивание первой дымовой трубы на 1 м, второй на 1,5 м, обеих мачт на 1,5 м, воздухозаборников вентиляторов — на 0,3 м;
- Опускание торпедного аппарата № 1 на 0,3 м, платформы зенитных автоматов на 1,5 м, платформы прожекторов — на 2,0 м;
- Перемещение якорного отсека на палубу ниже;
- Удаление водяных цистерн по бортам и ранее установленных на «Хацухару» и «Нэнохи» 30-см булей;
- Укладка 70 тонн балласта, усиление листов обшивки днища;
- Установка автоматической системы контрзатопления, которая использовала бывшие топливные цистерны, способные вместить до 130 тонн забортной воды[9].

Строившиеся «Ариакэ» и «Югурэ» помимо перечисленного получили другие обводы из-за замены одной из корпусных секций, что позже негативным образом сказалось на их скорости.
После инцидента с Четвёртым флотом осенью 1935 года к 1937 году на всех эсминцах были проведены работы по дальнейшему улучшению их остойчивости и увеличению прочности корпусов. В ходе них заменялись деформированные части планширя, ширстрека и верхней палубы, сварные соединения дублировались клёпкой, более того, составлявшие внешнюю обшивку листы снимались и крепились заново заклёпками внахлёст. Суммарно это привело к увеличению массы корпуса на 56 тонн. Вес балласта на днище также увеличили до 84 тонн. Нормальное водоизмещение эсминцев после этих двух модернизаций достигло 2099 тонн (полное — 2299 тонн), с ростом осадки до 3,52 м (3,71 м) и значительным снижением скорости хода из-за возросшего сопротивления.
В начале 1942 года на мостике эсминцев разместили один спаренный 25-мм зенитный автомат тип 96, и два спаренных — на месте 40-мм типа «Би».
В 1943 году на уцелевших кораблях вместо одиночного 127-мм начали размещать 25-мм строенный автомат, система быстрой перезарядки заднего торпедного аппарата при этом демонтировалась.
В 1944 году «Хацухару», «Вакаба» и «Хацусимо» получили РЛС обнаружения надводных целей № 22 (на фок-мачте) и РЛС обнаружения воздушных целей № 13 (на грот-мачте). Боекомплект глубинных бомб увеличивался до 36 штук. В центральной части корпуса были установлены четыре одиночных 13,2-мм пулемёта тип 93, на верхней палубе — большое количество одиночных 25-мм автоматов.